# زین‌آباد (بیرجند)
زین‌آباد یک منطقهٔ مسکونی از توابع بخش مرکزی شهرستان بیرجند، واقع در استان خراسان جنوبی است  که براساس سرشماری مرکز آمار ایران در سال ۱۳۹۵، این روستا کمتر از سه خانوار جمعیت داشته‌است.